# Cyllopoda gibbifrons
Cyllopoda gibbifrons là một loài bướm đêm trong họ Geometridae.